# Complex d'Isa Khan

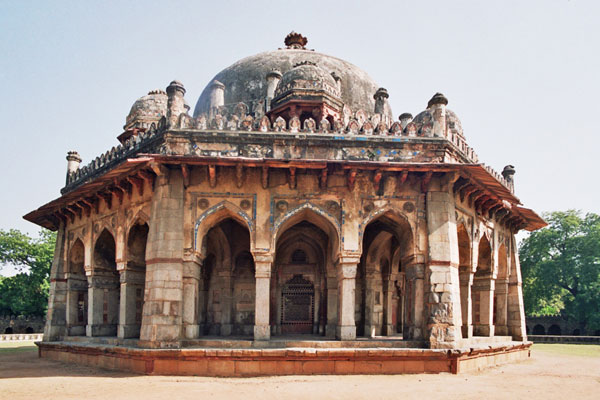
El mausoleu d'Isa Khan

El complex d'Isa Khan està format per un recinte on es troben un mausoleu i una mesquita. Està situat a Nova Delhi (Índia), a la barriada de Nizamuddin, al sud del Delhi Vell, molt proper al mausoleu d'Humayun.
Isa Khan era un noble afganès vinculat a cort de Sher Sah Suri (que va regnar, en oposició a l'emperador mogol Humayun entre el 1540 i 1545). El mausoleu es va erigir el 1547 al centre d'un recinte enjardinat. L'edifici és de planta octogonal, cobert amb una cúpula i envoltat d'una galeria porxada, amb tres arcs per a cada costat. Està inspirat en la tomba de Sikandar Lodi, bastida 30 anys abans al mateix Delhi. El seu estat de conservació no és l'adequat, té restes del revestiment ceràmic exterior.

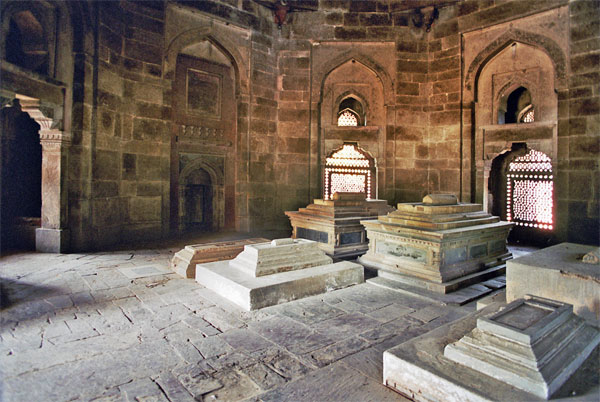
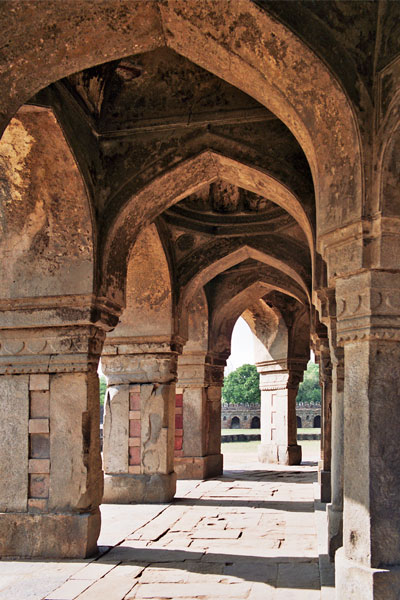
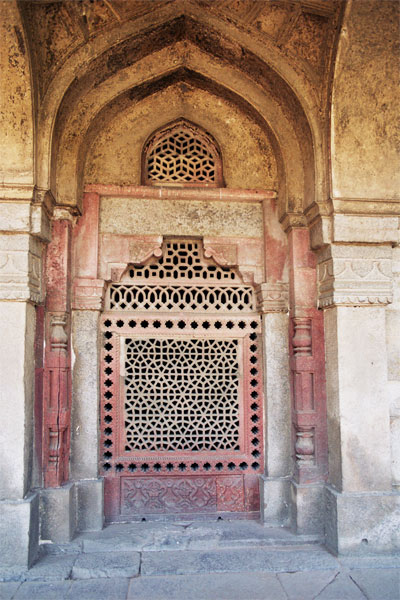

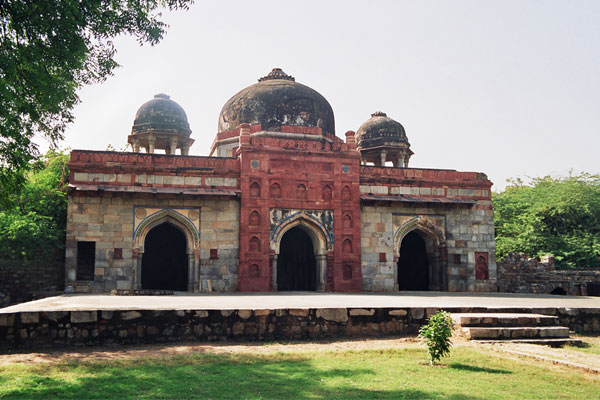
La mesquita d'Isa Khan

En un extrem del jardí es troba la petita mesquita anomenada d'Isa Khan que hom creu que fou bastida al mateix temps que el mausoleu.
Dins el recinte del complex s'hi van aixecar cases i s'hi va viure fins a començament del segle xx.